# الزاحفة الجلكاء
الزاحفة الجلكاء (الاسم العلمي:†Glaucosaurus) هو جنس منقرض من الزواحف يتبع فصيلة إدافوصوريات من أصنوفة البليكوصوريات الحقيقية.